# Belweder
Belweder är ett berg i Antarktis. Det ligger i Sydshetlandsöarna. Argentina, Chile och Storbritannien gör anspråk på området. Toppen på Belweder är 250 meter över havet.
Terrängen runt Belweder är kuperad, och sluttar söderut. Trakten är glest befolkad. Närmaste befolkade plats är Commandante Ferraz Station, 17,1 kilometer nordost om Belweder. 